# السيرة (وادي الفرع)
السيرة قرية سعودية، تتبع محافظة وادي الفرع التابعة لإمارة لمنطقة المدينة المنورة. تقع في جنوب المدينة المنورة، وتبعد عنها قرابة 110كم.